# TAXREF
 (décembre 2022).
Si vous disposez d'ouvrages ou d'articles de référence ou si vous connaissez des sites web de qualité traitant du thème abordé ici, merci de compléter l'article en donnant les références utiles à sa vérifiabilité et en les liant à la section « Notes et références ».
 (décembre 2022).
La mise en forme du texte ne suit pas les recommandations de Wikipédia : il faut le « wikifier ».
Les points d'amélioration suivants sont les cas les plus fréquents :
- Les titres sont pré-formatés par le logiciel. Ils ne sont ni en capitales, ni en gras.
- Le texte ne doit pas être écrit en capitales (les noms de famille non plus), ni en gras, ni en italique, ni en « petit »…
- Le gras n'est utilisé que pour surligner le titre de l'article dans l'introduction, une seule fois.
- L'italique est rarement utilisé : mots en langue étrangère, titres d'œuvres, noms de bateaux, etc.
- Les citations ne sont pas en italique mais en corps de texte normal. Elles sont entourées par des guillemets français : « et ».
- Les listes à puces sont à éviter, des paragraphes rédigés étant largement préférés. Les tableaux sont à réserver à la présentation de données structurées (résultats, etc.).
- Les appels de note de bas de page (petits chiffres en exposant, introduits par l'outil «  Source ») sont à placer entre la fin de phrase et le point final[comme ça].
- Les liens internes (vers d'autres articles de Wikipédia) sont à choisir avec parcimonie. Créez des liens vers des articles approfondissant le sujet. Les termes génériques sans rapport avec le sujet sont à éviter, ainsi que les répétitions de liens vers un même terme.
- Les liens externes sont à placer uniquement dans une section « Liens externes », à la fin de l'article. Ces liens sont à choisir avec parcimonie suivant les règles définies. Si un lien sert de source à l'article, son insertion dans le texte est à faire par les notes de bas de page.
- La présentation des références doit suivre les conventions bibliographiques. Il est recommandé d'utiliser les modèles {{Ouvrage}}, {{Chapitre}}, {{Article}}, {{Lien web}} et/ou {{Bibliographie}}. Le mode d'édition visuel peut mettre en forme automatiquement les références.
- Insérer une infobox (cadre d'informations à droite) n'est pas obligatoire pour parachever la mise en page.

Pour une aide détaillée, merci de consulter Aide:Wikification.
Si vous pensez que ces points ont été résolus, vous pouvez retirer ce bandeau et améliorer la mise en forme d'un autre article.
Le référentiel TAXREF est le référentiel taxonomique national français dont le but est de fournir une liste complète de tous les organismes marins, terrestres et aquatiques présents en France métropolitaine et outre-mer, au travers des noms scientifiques associés à ces espèces. Faisant autorité, notamment au travers de l’article L411-1 A du code de l’environnement, il permet d’assurer l’interopérabilité des données sur les espèces produites dans le cadre des politiques publiques nationales en lien avec la biodiversité.

## Historique
Initié dès 2003 au Muséum national d'Histoire naturelle, notamment sous l'impulsion du programme ZNIEFF, TAXREF est issu d'un effort visant à regrouper tous les organismes vivants présents en France en un seul référentiel. La version v1.0 séparait encore plantes, animaux et champignons, et n'est plus disponible car les formats étaient trop différents. Depuis la v2.0 du 15 février 2008, TAXREF regroupe l'ensemble des règnes et ses versions sont téléchargeables.
TAXREF est un programme géré par PatriNat (OFB, MNHN, CNRS, IRD). Il s'appuie sur la littérature scientifiques (descriptions de nouvelles espèces, signalements, révisions, checklists, etc.) et fait appel à de nombreux contributeurs, experts académiques ou bénévoles. Pour certains groupes d'espèces, il s'appuie sur des collectifs d'experts.

## Cadre général

### Emprise géographique
Le périmètre géographique du programme concerne l'ensemble des territoires nationaux : France métropolitaine, Guyane, Martinique, Guadeloupe, Saint-Martin, Saint-Barthélemy, Saint-Pierre-et-Miquelon, Mayotte, Îles Éparses, Réunion, Îles subantarctiques (Crozet, Kerguelen, Saint-Paul et Amsterdam), Terre Adélie, Nouvelle-Calédonie, Wallis-et-Futuna, Polynésie française et Clipperton. La partie marine est délimitée par la zone économique exclusive.

### Limite temporelle
Le périmètre temporel s’étant du paléolithique à nos jours (correspondant environ au Pléistocène moyen, supérieur et Holocène). Cette période permet la gestion de données archéozoologiques et archéobotaniques et permet une vision diachronique de l'évolution de la biosphère sur le dernier million d'années.

### Périmètre taxonomique
Le périmètre taxonomique concerne l’ensemble du monde vivant comprenant la faune, la flore, la fonge, les algues, les bactéries et les archées. TAXREF gère l’ensemble des noms scientifiques associés aux espèces ainsi que les taxons de la classification supérieure. La gestion des noms scientifiques est encadrée par les trois codes internationaux de nomenclature concernant (1) la faune, (2) la flore, la fonge et les algues ainsi que (3) les procaryotes. Par ailleurs, le programme gère les noms vernaculaires associés aux espèces lorsqu’ils existent, pour l'ensemble dans langues vernaculaires présentes sur le territoire métropolitain et outre-mer.
L'exhaustivité est recherchée pour l'ensemble des espèces se reproduisant ou s'étant reproduit naturellement sur le territoire et pendant la période concernés. Les espèces domestiques et cultivées sont également traitées, sans que leur complétude ne soit une priorité.
TAXREF contient des noms d'espèces valides, des synonymes et des noms vernaculaires,  ainsi que des informations supplémentaires telles que la littérature et les données biogéographiques (endémique, introduit, EEE, etc.). Outre les noms d'espèces, TAXREF contient également la classification supérieure dans laquelle chaque nom  scientifique est lié à son taxon parent. La classification utilisée est un «compromis» entre les systèmes établis et les changements récents. Son objectif est de faciliter la gestion des données, plutôt que de suggérer une opinion taxonomique ou phylogénétique sur les relations entre les    espèces.
TAXREF n'est pas un espace de publication au sens des codes de nomenclature. Il ne propose pas de combinaisons inédites tant que celles-ci ne sont pas publiées en accord avec les codes.

## Diffusion
La mise à jour de TAXREF est un processus continu et de nouvelles informations sont saisies quotidiennement par les éditeurs taxonomiques. Cette actualité est consultable en ligne sur le site dédié TAXREF-web.
Dans le cadre du Système d'information de l'inventaire du patrimoine naturel, des versions sont publiées chaque année. Le site de l'INPN ainsi que la plateforme OpenObs utilisent la dernière version du référentiel. L'ensemble des versions est téléchargeable sur le site de l'INPN.
TAXREF est également diffusé au sein d'une API ainsi qu'en RDF.
Les versions de TAXREF font partie du Taxonomic backbone du GBIF. 
Plusieurs indicateurs et chiffres clés de l'observatoire national de la biodiversité sont fondés sur ce référentiel : le nombre d'espèces endémiques, et le rythme de description des espèces.